# アンドリュー・プライス・モーガン
アンドリュー・プライス・モーガン（Andrew Price Morgan、1836年10月27日 - 1907年10月19日）は、アメリカ合衆国の菌類学者、植物学者である。

## 略歴
オハイオ州デイトンに生まれた。デイトンで高校教師などを務めた後、結婚し妻の故郷で、植物研究を行った、オハイオ州のマイアミ川の渓谷の植物を研究し、1878年に"Flora of the Miami River, Ohio"を出版した。アメリカ合衆国における菌類研究の重要な人物の一人で、チャールズ・ペック と交流し、後に菌類標本コレクションを作り上げるロイド（Curtis Gates Lloyd）の菌類研究に導いた人物である。ロイドとの交流の資料はシンシナティのロイド博物館（Lloyd Library and Museum）に保存されている。
ハラタケ科の菌類の属名、Morganella　Zellerなどに名前がつけられている。